# Església de Sant Miquel (Barcelona)
|  | No s'ha de confondre amb Sant Miquel del Port. |

L'església de Sant Miquel era una de les més antigues de Barcelona, situada a la que ara és la plaça de Sant Miquel, al darrere de la plaça de Sant Jaume. Va ser enderrocada l'any 1868 per a l'ampliació de la Casa de la Ciutat.

## Història i descripció
El temple es va aixecar sobre construccions romanes: el paviment de la nau era un mosaic de les antigues termes, amb peixos i monstres marins negres sobre fons blanc, que va ser arrencat en l'enderroc i es conserva avui al Museu d'Arqueologia de Catalunya. Hom sap que havia estat reconstruïda en temps de Ramon Berenguer IV, pels volts de l'any 1147. L'única resta coneguda de l'edifici romànic és una portalada que va aparèixer, tapiada, en l'enderrocament del 1868, quan se'n van fer fotografies. De bona factura, amb dues columnes i capitells de tradició coríntia, devia ser dels volts de l'any 1200. Al costat del presbiteri hi havia un campanar quadrangular gòtic d'una considerable alçada, de cap al 1300. La nau, amb volta i quatre capelles desiguals als costats, tenia afegit, a manera de vestíbul, un cos rectangular amb quatre capelles.

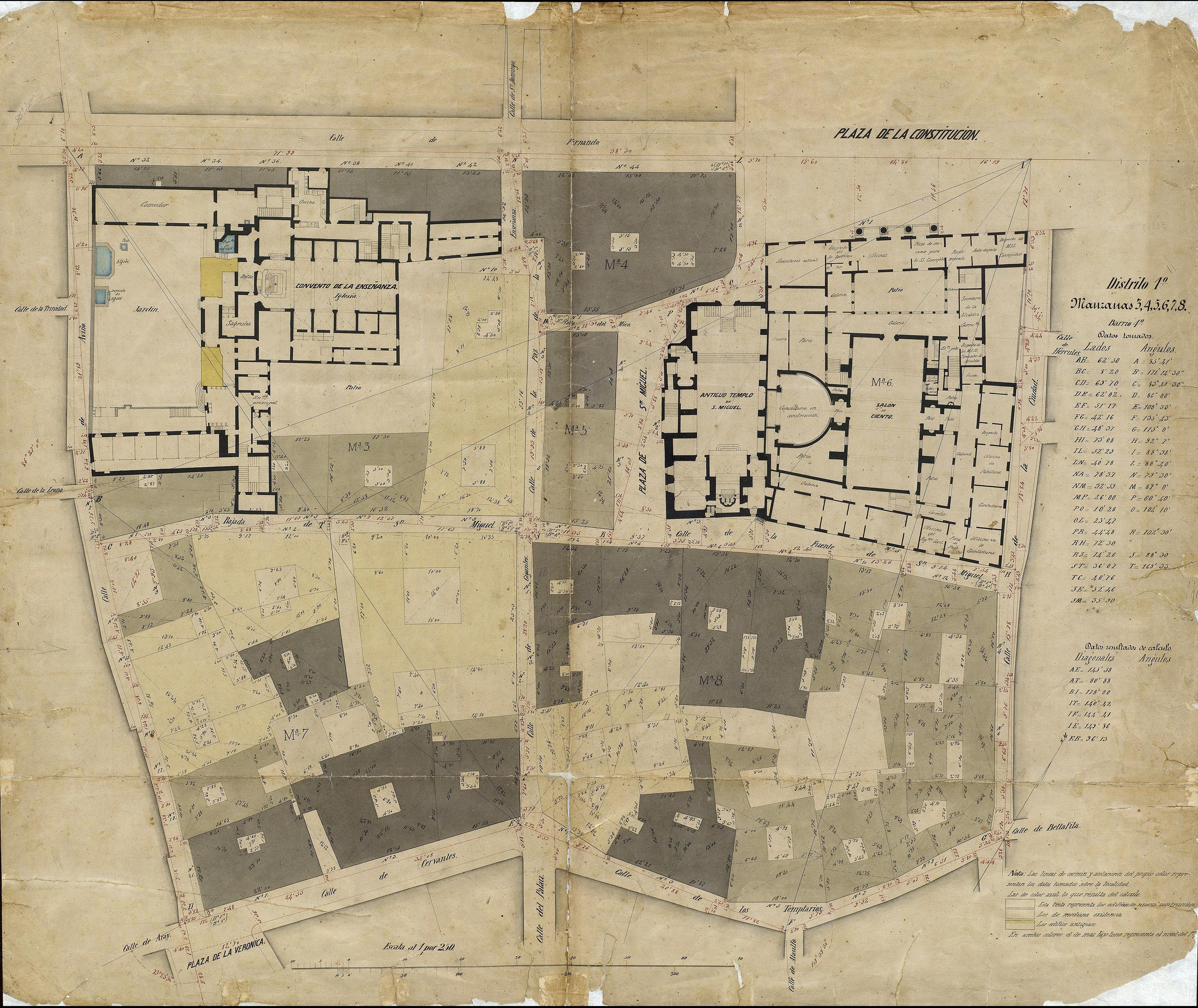
Quarteró núm. 8 de Garriga i Roca (c. 1860)

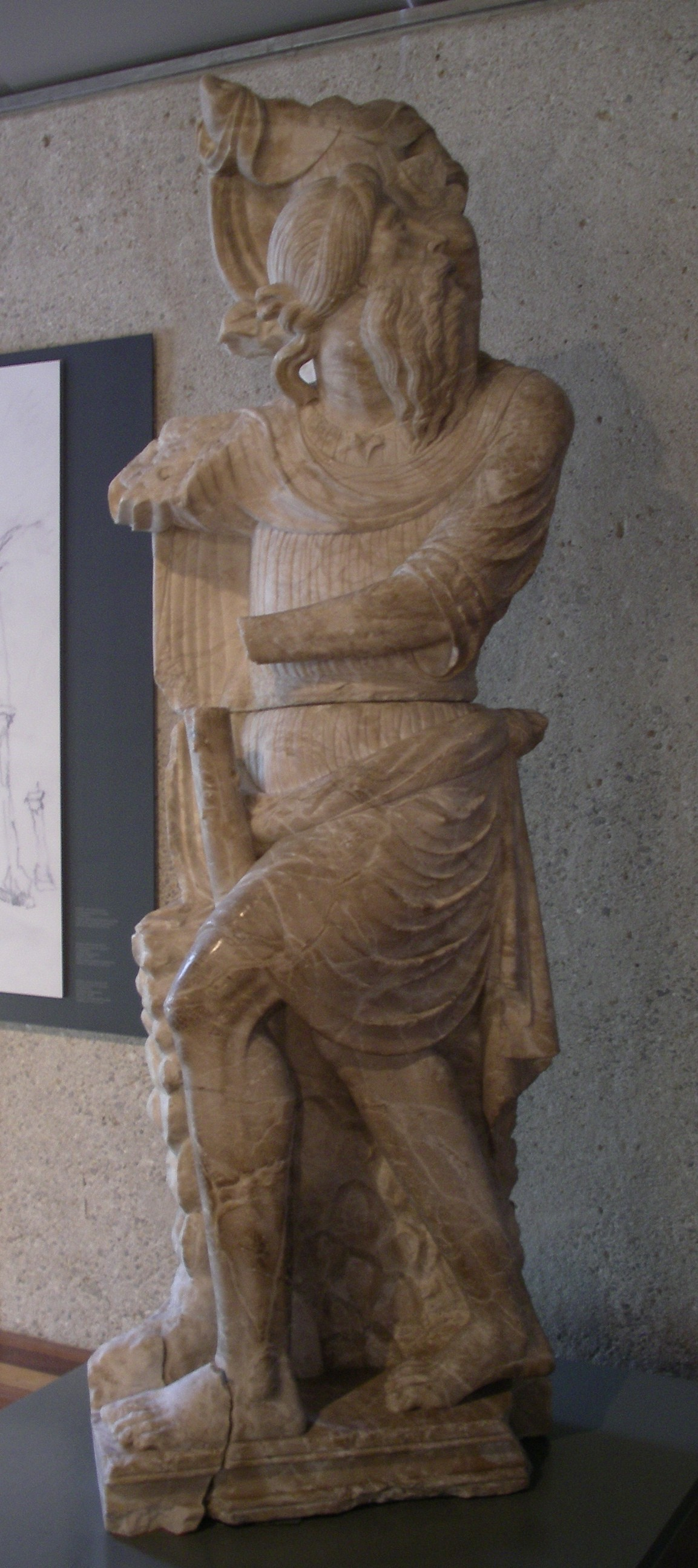
Sant Cristòfol de Gil de Medina al Museu Diocesà de Barcelona

El 1516, Jeroni Descoll i d'Oliva (1473-1554), doctor en dret i regent del Consell Col·lateral de Nàpols, va encarregar a l'escultor francès René Ducloux i als mestres Gabriel Pellicer i Pau Mateu la construcció d'un nou portal renaixentista i dues finestres. Al timpà hi ha l'arcàngel Sant Miquel i als costats els arcàngels Rafael i Gabriel. Descoll també va encarregar la construcció de la capella del Santíssim, on es trobava el seu sepulcre en alabastre (1536), actualment conservat al Museu Diocesà de Barcelona. El 1537 va encarregar a Martín Díez de Liatzasolo el grup escultòric de la Dormició de la Mare de Déu, actualment al MNAC.
L'any 1598 s'hi va construir una tribuna per al Consell Municipal, ja que era la capella dels consellers, i els jurats hi anaven a fer oració abans de concórrer a les juntes i deliberacions.
La volta va ser decorada amb pintures murals el 1711 per Ferdinando Galli Bibienna, i recoberta al final del xviii amb una volta postissa. Una barroca decoració de cornises i columnes, esculpida per Salvador Gurri, ornava l'absis. A la volta de l'absis hi havia la pintura de la Glòria, d'Antoni Viladomat.
El 1814 hi rebé sepultura Lluís Francesc de Borbó-Conti (VI príncep de Conti), noble exiliat de la França revolucionària. Del 15 de gener al 12 de juny de 1823 acollí la imatge de la Mare de Déu de Montserrat, per protegir-la de les batusses de l'època entre liberals i absolutistes, que la posaven en perill.
El 1835 perdé el seu títol d'església parroquial i va passar a ser capella particular de l'Ajuntament de Barcelona, que el 1868 en decretà l'enderrocament per a poder ampliar les dependències de la Casa de la Ciutat. La portalada renaixentista es va desmuntar i va ser traslladada a la basílica de la Mercè, al carrer Ample, on ara fa de portada del transsepte. El campanar també es va desmuntar i, amb afegits, es va col·locar a l'actual església de la Concepció, al carrer d'Aragó. També se'n conserven algunes restes escultòriques i arquitectòniques menors, com una imatge de Sant Cristòfol de Gil de Medina o talles de Sant Miquel Arcàngel i Sant Jeroni. El Museu d'Arqueologia de Catalunya guarda un gran capitell romà d'Orient del segle vi que es feia servir a Sant Miquel com a pila baptismal. L'antic frontal de l'altar, obra italiana de pedres de colors i mosaic del segle xii, és al MNAC.

## Bibliografa
- Ainaud de Lasarte, Joan; Gudiol, Josep; Verrié, Frederic-Pau. Catálogo monumental de España: La ciudad de Barcelona (2 volums).  Madrid: CSIC, 1947.
- Bellsolell Martínez, Joan «Entre Nápoles y Barcelona: el contexto artístico y cultural de la familia Descoll». Studia aurea monográfica, 8, 2020, pàg. 143-161.
- Peñarroja, Jordi. Edificis viatgers de Barcelona.  Barcelona: Llibres de l'Índex, 2007. ISBN 9788496563261.